# Hagens Berman Jayco
La Hagens Berman Jayco, nota in passato come Trek Livestrong, Bontrager, Bissell, Axeon e Hagens Berman Axeon, è una squadra maschile australiana di ciclismo su strada, attiva dal 2009 con licenza di Continental Team, terza divisione del ciclismo mondiale.
Fondata e diretta dall'ex ciclista belga Axel Merckx, ha base ad Austin ed è orientata alla formazione di ciclisti Under-23 sia statunitensi che stranieri; tra le file della squadra hanno gareggiato numerosi ciclisti poi affermatisi nel professionismo come Taylor Phinney, Alex Dowsett, George Bennett, Jasper Stuyven, Tao Geoghegan Hart, Ruben Guerreiro, Neilson Powless, Jasper Philipsen, João Almeida e Mikkel Bjerg.

## Cronistoria

### Annuario
| Anno | Codice | Nome                      | Cat. | Biciclette  | Dirigenza |
| ---- | ------ | ------------------------- | ---- | ----------- | --- |
| 2009 | TLS    | Trek Livestrong           | CT   | Trek        | Manager: Laura Ritts Dir. sportivi: Axel Merckx, Mary Grace McClendon                                        |
| 2010 | TLS    | Trek Livestrong U23       | CT   | Trek        | Manager: Laura Ritts Dir. sportivi: Axel Merckx, Mary Grace McClendon                                        |
| 2011 | TLS    | Trek Livestrong U23       | CT   | Trek        | Manager: Laura Ritts Dir. sportivi: Axel Merckx, Dirk Demol, Mary Grace McClendon                            |
| 2012 | BLS    | Bontrager Livestrong Team | CT   | Trek        | Manager: Ryan Parks Dir. sportivi: Axel Merckx, Mary Grace McClendon, Frank McCormack                        |
| 2013 | BLS    | Bontrager Cycling Team    | CT   | Trek        | Manager: Laura Ritts Dir. sportivi: Axel Merckx, David Brown, Reed McCalvin, Frank McCormack, Michael Sayers |
| 2014 | BDT    | Bissell Development Team  | CT   | Trek        | Manager: Axel Merckx Dir. sportivi: Axel Merckx, Omer Kem                                                    |
| 2015 | BDT    | Axeon Cycling Team        | CT   | MCipollini  | Manager: Axel Merckx Dir. sportivi: Axel Merckx, Jeff Louder                                                 |
| 2016 | AHB    | Axeon Hagens Berman       | CT   | Specialized | Manager: Axel Merckx Dir. sportivi: Axel Merckx, Jeff Louder                                                 |
| 2017 | AHB    | Axeon Hagens Berman       | CT   | Specialized | Manager: Axel Merckx Dir. sportivi: Axel Merckx, Jeff Louder, Koos Moerenhout                                |
| 2018 | HBA    | Hagens Berman Axeon       | PCT  | Specialized | Manager: Axel Merckx Dir. sportivi: Axel Merckx, Jeff Louder, Koos Moerenhout                                |
| 2019 | HBA    | Hagens Berman Axeon       | PCT  | Pinarello   | Manager: Axel Merckx Dir. sportivi: Axel Merckx, Jeff Louder, Koos Moerenhout                                |
| 2020 | HBA    | Hagens Berman Axeon       | CT   | Pinarello   | Manager: Axel Merckx Dir. sportivi: Axel Merckx, Koos Moerenhout                                             |
| 2021 | HBA    | Hagens Berman Axeon       | CT   | Pinarello   | Manager: Axel Merckx Dir. sportivi: Axel Merckx, Jeff Louder, Koos Moerenhout                                |
| 2022 | HBA    | Hagens Berman Axeon       | CT   | Specialized | Manager: Axel Merckx Dir. sportivi: Axel Merckx, Michiel Elijzen, Koos Moerenhout                            |
| 2023 | HBA    | Hagens Berman Axeon       | CT   | BMC         | Manager: Axel Merckx Dir. sportivi: Axel Merckx, Koos Moerenhout                                             |
| 2024 | HBJ    | Hagens Berman Jayco       | CT   | BMC         | Manager: Axel Merckx Dir. sportivi: Axel Merckx, Koos Moerenhout, Jens Van Beylen                            |
| 2025 | HBG    | Hagens Berman Jayco       | CT   | BMC         | Manager: Brent Copeland Dir. sportivi: Axel Merckx, Koos Moerenhout, Jens Van Beylen                         |

## Palmarès

### Campionati nazionali
- Campionati statunitensi Elite: 5

In linea: 2010 (Ben King); 2016 (Gregory Daniel); 2018 (Jonathan Brown)
Cronometro: 2010 (Taylor Phinney); 2019 (Ian Garrison)

## Organico 2025
Aggiornato al 1° gennaio 2025.

### Staff tecnico
|  | Naz.                   | Ruolo | Sportivo        |  |  |  |
|  | ---------------------- | ----- | --------------- |  |  |  |
|  | Sudafrica (bandiera)   | GM    | Brent Copeland  |  |  |  |
|  | Belgio (bandiera)      | DS    | Axel Merckx     |  |  |  |
|  | Paesi Bassi (bandiera) | DS    | Koos Moerenhout |  |  |  |
|  | Belgio (bandiera)      | DS    | Jens Van Beylen |  |  |  |

### Rosa
|  | Naz.                     |  | Sportivo                | Anno |  |  |
|  | ------------------------ |  | ----------------------- | ---- |  |  |
|  | Stati Uniti (bandiera)   |  | Evan Boyle              | 2004 |  |  |
|  | Australia (bandiera)     |  | Fergus Browning         | 2003 |  |  |
|  | Gran Bretagna (bandiera) |  | Matthew Cole            | 2005 |  |  |
|  | Australia (bandiera)     |  | William Holmes          | 2006 |  |  |
|  | Paesi Bassi (bandiera)   |  | Jesse Kramer            | 2003 |  |  |
|  | Australia (bandiera)     |  | Hamish McKenzie         | 2004 |  |  |
|  | Portogallo (bandiera)    |  | Daniel Moreira          | 2006 |  |  |
|  | Stati Uniti (bandiera)   |  | Darren Parham           | 2005 |  |  |
|  | Danimarca (bandiera)     |  | Carl Emil Just Pedersen | 2006 |  |  |
|  | Italia (bandiera)        |  | Samuele Privitera       | 2005 |  |  |
|  | Irlanda (bandiera)       |  | Adam Rafferty           | 2005 |  |  |
|  | Italia (bandiera)        |  | Mattia Sambinello       | 2005 |  |  |
|  | Spagna (bandiera)        |  | Rubén Sánchez           | 2006 |  |  |
|  | Portogallo (bandiera)    |  | Gonçalo Tavares         | 2004 |  |  |
|  | Gran Bretagna (bandiera) |  | Ben Wiggins             | 2005 |  |  |